# Friedrich Adolf Paneth
Friedrich Adolf Paneth (31.8.1887, Viên - 17.9.1958) là nhà hóa học người Anh gốc Áo. Ông chạy sang Anh để trốn chế độ Đức quốc xã và nhập quốc tịch Anh năm 1939, nhưng lại trở về Áo để làm giám đốc Viện Hóa học Max Planck năm 1953.

## Tiểu sử
Friedrich Adolf Paneth là con của nhà sinh lý học Joseph Paneth. Ông và 3 anh em ông được nuôi dạy trong niềm tin đạo Tin Lành mặc dù cả cha và mẹ đều là người gốc Do Thái. Ông học ở trường trung học cấp II Schotten, một trường danh tiếng ở Wien. Sau đó vào học hóa học ở Đại học Wien rồi làm việc với Adolf von Baeyer ở Đại học München. Ông trở về Đại học Wien nghiên cứu ở Phân khoa Hóa học hữu cơ và đậu bằng tiến sĩ năm 1910, dưới sự hướng dẫn của Zdenko Hans Skraup.
Ông bỏ ngành Hóa học hữu cơ, gia nhập nhóm Hóa học phóng xạ của Stefan Meyer. Năm 1913 ông sang thăm Frederick Soddy ở Đại học Glasgow và Ernest Rutherford ở Đại học Manchester.
Sau khi dạt được habilitation năm 1913 ông trở thành phụ tá của Otto Hönigschmid ở Đại học Karlova tại Praha. Từ năm 1919 tới 1933 ông làm giáo sư ở nhiều trường đại học Đức (Đại học Hamburg 1919, Đại học Berlin 1922, Đại học Königsberg 1929). 
Năm 1927 ông xuất bản các kết quả nghiên cứu của mình về biến đổi hiđrô sang heli, nay gọi là sự hỗn hợp lạnh (cold fusion).
Khi Hitler lên nắm quyền năm 1933, ông đang đi diễn thuyết ở Anh và không trở về Đức. Năm 1939 ông làm giáo sư ở Đại học Durham cho tới khi nghỉ hưu năm 1953.
Ông đã nhận lời mời gọi về Đức làm giám đốc Viện Hóa học Max Planck tại Mainz. Ông đã làm việc ở Viện này tới khi qua đời năm 1958.

## Sự nghiệp
- Phụ tá Viện nghiên cứu Radium thuộc Viện Hàn lâm Khoa học Wien, 1912
- Giáo sư phụ tá, Đại học Hamburg, 1919
- Trưởng phân viện Hóa học vô cơ, Đại học Berlin, 1922
- Trưởng viện Hóa học, Đại học Königsberg, 1929
- Phó giáo sư Hóa học nguyên tử, Imperial College London, 1938; trong số phụ tá của ông có Eugen Glueckauf
- Giáo sư Hóa học, Đại học Durham, 1939
- Trưởng phân ban Hóa học của đội Năng lượng nguyên tử chung Anh-Canada tại Montreal, 1943-1945
- Trở về Durham thành lập Phòng thí nghiệm Hóa học phóng xạ Londonderry và lãnh đạo Phòng này tới khi nghỉ hưu năm 1953

Ông được đương thời coi là người có thẩm quyền lớn nhất về hydride dễ bay hơi, và cũng có những đóng góp quan trọng trong việc nghiên cứu tầng bình lưu (stratosphere).

## Gia đình
Ông kết hôn với Else Hartmann năm 1913. Họ có một con trai và một con gái.

## Giải thưởng và Vinh dự
- Giải Lieben năm 1916
- hội viên Royal Society[3] năm 1947.
- Khoáng chất Panethite được đặt theo tên ông
- Hố Paneth trên mặt trăng được đặt theo tên ông.